# Travail forcé des Allemands en Union soviétique

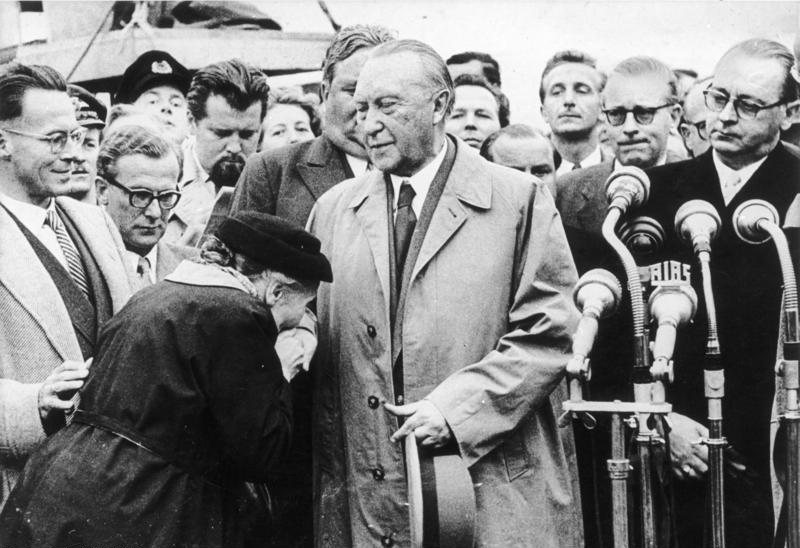
La mère d'un prisonnier remercie Konrad Adenauer à son retour de Moscou le 14 septembre 1955. Adenauer avait réussi à conclure les négociations pour le retour en Allemagne, à la fin de cette année, de 15000 civils et prisonniers de guerre allemands.

Le travail forcé des Allemands en l'Union soviétique fut considéré par l'Union soviétique comme faisant partie des réparations de guerre allemandes pour les dommages causés par l'Allemagne nazie à l'Union soviétique pendant la Seconde Guerre mondiale. Des civils allemands en Europe de l'Est furent déportés en URSS après la Seconde Guerre mondiale comme travailleurs forcés. Des personnes d’origine allemande vivant en URSS furent déportées pendant la Seconde Guerre mondiale et enrôlées pour le travail forcé. Les prisonniers de guerre allemands furent également utilisés comme une source de travail forcé pendant et après la guerre par l'Union soviétique et les alliés occidentaux.
L'utilisation de la main-d'œuvre allemande au titre des réparations fut proposée au départ par le gouvernement soviétique en 1943, et la question fut à nouveau soulevée par les Soviétiques lors de la conférence de Yalta. L'URSS commença à déporter des Allemands des Balkans à la fin de 1944, la plupart des internés survivants furent de retour en 1950. Le NKVD en prit la direction via son département, la Direction générale pour les affaires relatives aux prisonniers de guerre et internés (GUPVI).
Toute information sur le travail forcé des Allemands en Union soviétique fut supprimée dans le bloc de l'Est jusqu'à la dissolution de l'Union soviétique. Avant cela, cependant, il était connu à l’Ouest grâce à des comptes rendus publiés en Allemagne de l'Ouest et aux souvenirs des internés. Ces comptes rendus allemands sont cités par les historiens qui étudient l'emploi de la main-d'œuvre allemande par l'URSS. Les statistiques relatives à l'utilisation par les Soviétiques de travailleurs civils allemands sont divergentes et contradictoires. Cet article détaille les données statistiques publiées par la commission ouest-allemande Schieder, la Croix-Rouge allemande, le rapport des Archives fédérales allemandes et une étude menée par Gerhard Reichling, un employé de l'Office fédéral de la statistique de l'Allemagne. Récemment, des données statistiques déclassifiées des archives soviétiques sur l'utilisation de la main-d'œuvre civile allemande sous Staline ont été publiées dans le livre Contre leur volonté (en).

## Informations récentes provenant des archives soviétiques
Depuis la chute de l’URSS, les archives soviétiques sont accessibles aux chercheurs. L’historien russe Pavel Polian publia, en 2001, un compte de la déportation pendant l'ère soviétique, Contre leur gré. L'étude de Polian détaillait les statistiques soviétiques sur l'emploi de la main-d'œuvre civile allemande pendant l'ère stalinienne. L'étude fut publiée par la Central European University Press (en).

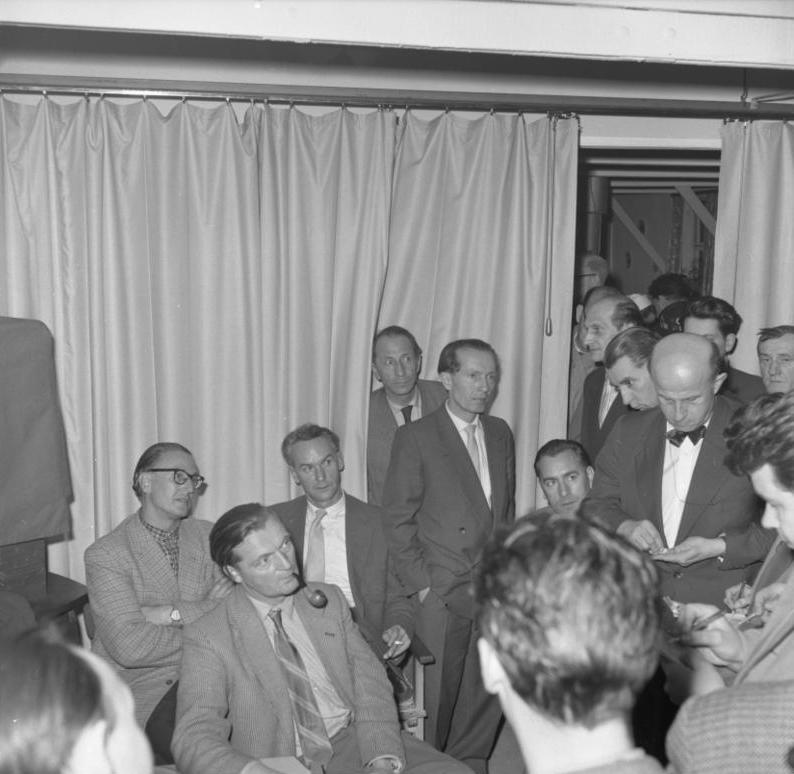
Février 1958. Scientifiques allemands rapatriés de Soukhoumi.

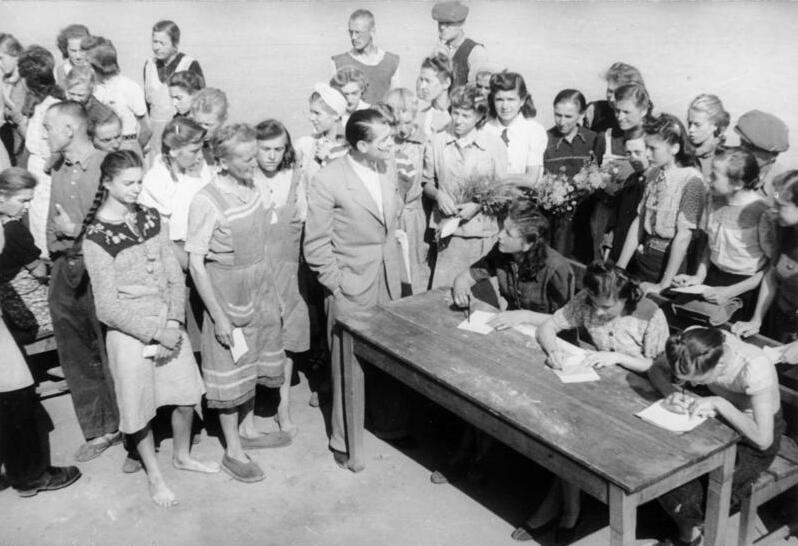
Août 1947, des femmes et des filles allemandes libérées de captivité soviétique attendant 14 jours de quarantaine dans le camp de rapatriés Polte Nord, avant de finalement rentrer à la maison.

En 1943 Ivan Maïski, l'ambassadeur soviétique au Royaume-Uni reçut l’ordre du gouvernement soviétique de former un groupe de travail sur la question des réparations d'après-guerre par l'Allemagne. Le rapport de Maisky d’août 1944 proposait l'emploi de la main-d'œuvre civile allemande en URSS dans le cadre des réparations de guerre. Lors de la conférence de Yalta, l'Union soviétique fit comprendre aux alliés occidentaux qu'ils avaient l'intention d'employer la main-d'œuvre civile allemande dans le cadre des réparations de guerre. Les États-Unis et le Royaume-Uni, à ce moment-là, ne soulevèrent pas d'objections à l'utilisation soviétique de travailleurs civils allemands.
À l'été 1944, les forces soviétiques avaient atteint les Balkans qui abritaient des minorités ethniques allemandes. L’ordre 7161 du Comité d'État à la Défense du 16 décembre 1944 ordonna d'interner tous les Allemands valides âgés de 17 à 45 ans pour les hommes et de 18 à 30 ans pour les femmes résidant sur le territoire de la Roumanie (67 332 personnes), de la Hongrie (31 920 personnes), de la Yougoslavie (12 579 personnes), qui étaient sous le contrôle de l'Armée rouge. En conséquence, 111 831 (61 375 hommes et 50 456 femmes) adultes valides d’origine allemande de Roumanie, de Yougoslavie et de Hongrie furent déportés pour le travail forcé en URSS.
Pendant la campagne militaire de 1945 en Pologne, l'Union soviétique interna des présumés membres du parti nazi et des responsables gouvernementaux dans des camps situés dans les zones d'occupation soviétique à l'est de la ligne Oder-Neisse. Les personnes détenues dans ces camps de courte durée à l'est de la ligne Oder-Neisse furent ensuite transférées dans des camps spéciaux du NKVD dans la zone d'occupation soviétique en Allemagne ou en Union soviétique pour le travail forcé. En mai 1945, le NKVD avait sélectionné pour être déportés vers l'URSS, 66 152 civils allemands qui étaient considérés comme des membres présumés du parti nazi et des responsables gouvernementaux, ainsi que 89 110 adultes valides (principalement des hommes) pour le travail forcé. Au début de 1947, les Soviétiques envoyèrent un contingent de 4 579 Allemands supplémentaires comme travailleurs forcés depuis la zone d'occupation soviétique en URSS.
Les Soviétiques classaient les civils internés en deux groupes. Le premier, le groupe D (205 520 personnes) constitué d’adultes valides était des « internés mobilisés» qui étaient sélectionnés pour le travail. Le second, le groupe B (66 152 personnes) les « internés arrêtés » étaient membres du parti nazi, des représentants du gouvernement allemand, des journalistes et d'autres personnes, considérés comme une menace par les Soviétiques. Des documents soviétiques affirment qu'ils rapatrièrent 21 061 citoyens polonais des camps de travail, ce qui indique que tous les internés n’étaient pas des Allemands de souche et que certains auraient été d’origine polonaise.
Les Soviétiques envoyèrent environ les 3/4 des travailleurs dans le Bassin du Donetz pour travailler à la reconstruction de l'industrie lourde et des mines, et environ 11 % dans les  industries lourdes de l'Oural. Les travailleurs étaient logés dans des camps de concentration sous garde armée. Les conditions de travail et de vie étaient dures et selon les dossiers soviétiques environ 24 % des internés moururent. Le travail forcé s'est avéré être inefficace et inutile puisque la plupart des femmes et des hommes âgés n' étaient  pas en mesure d'effectuer des travaux lourds. Le rapatriement commença dès 1945 et presque tous les déportés du travail avaient été libérés en 1950.
| Pays                                                   | Nombre  |
| ------------------------------------------------------ | ------- |
| Anciens territoires de l'Est de l'Allemagne et Pologne | 155 262 |
| Roumanie                                               | 67 332  |
| Hongrie                                                | 31 920  |
| Yougoslavie                                            | 12 579  |
| Zone d'occupation soviétique en Allemagne              | 4,579   |
| Nombre total d'internés                                | 271 672 |
| Rapatriés en décembre 1949                             | 201 464 |
| Décédés                                                | 66 456  |
| Encore détenus en décembre 1949                        | 3 752   |

Source des chiffres - Contre leur gré (en) de Pavel Polian
Notes
1. Les pays indiquent non pas la citoyenneté, mais l'endroit où les personnes ont été enrôlées.
2. Les 201 464 internés survivants étaient des citoyens des pays suivant : Allemagne 77 692 ; Roumanie 61 072 ; Hongrie 29 101 ; Pologne 21 061 ; Yougoslavie 9 034 ; Tchécoslovaquie 2 378 ; Autriche 199 ; Bulgarie et autres pays 927[17].
3. Les chiffres ne comprennent pas les civils allemands internés dans la région de Kaliningrad, l'ancienne province de Prusse-Orientale
4. Les chiffres ne comprennent pas le « rapatriement forcé » et les « réinstallés » des Allemands soviétiques qui avaient été déplacés par l'Allemagne en Pologne pendant la guerre. Ils furent renvoyés en URSS.
5. Les chiffres ne comprennent pas les prisonniers de guerre militaires.
6. Toujours en détention en décembre 1949, des personnes condamnées par des tribunaux militaires soviétiques et détenus dans les prisons du MVD en URSS[18].

Grâce à l'ouverture des archives russes, les destins de certains de ces civils sont maintenant connus. À la fin de 1996, la Croix-Rouge allemande avait reçu de la Russie 199 000 dossiers de civils allemands déportés qui avaient été soit rapatriés, soit morts en captivité. Par exemple, les dossiers de Pauline Gölner révèlent qu'elle est née en 1926 à Wolkendorf en Transylvanie, fut arrêtée le 15 janvier 1945, et envoyée au travail forcé dans les mines de charbon de Chanchenkowo (Ukraine). Elle y mourut le 26 février 1949, âgé de 23 ans.
Il y a actuellement un programme de recherche commun entre la Russie et l'Allemagne.

## Déportation et travail forcé des Allemands soviétiques
La minorité ethnique allemande en URSS était considérée comme un risque pour la sécurité par le gouvernement soviétique, elle fut donc déportée pendant la guerre, afin d'éviter son éventuelle collaboration avec l'envahisseur nazi. En août 1941, le gouvernement soviétique ordonna la déportation des populations d’origine allemande de l'URSS européenne. Au début de 1942, 1 031 300 Allemands avaient été expulsés en Asie centrale et en Sibérie.
Au cours de l’année 1945, les Soviétiques déportèrent vers les colonies spéciales un groupe supplémentaire de 203 796 Allemands soviétiques qui avaient été déplacés par l'Allemagne en Pologne,. Les pénuries de nourriture durant la guerre touchèrent toute l'Union soviétique, en particulier les colonies spéciales. La vie dans les colonies spéciales était dure et sévère, la nourriture était limitée et la population déportée était régie par des règles strictes. Selon des documents provenant des archives soviétiques, au mois d’octobre 1945, il restait 687 300 Allemands vivant dans les colonies spéciales, un contingent supplémentaire de 316 600 Allemands soviétiques fut contraint au travail forcé pendant la Seconde Guerre mondiale. Les Allemands soviétiques ne furent pas acceptés dans les forces armées régulières, mais furent utilisés à la place comme travailleurs conscrits. Les travailleurs de l'armée étaient organisés en bataillons qui suivaient les règlements du camp et recevaient les rations Goulag.
En 1949, la population allemande dans les colonies spéciales s’élevait à 1 035 701 personnes selon le NKVD. Selon  J. Otto Pohl, 65 599 Allemands périrent dans les camps spéciaux, il estime qu'un contingent supplémentaire de 176 352 personnes disparues « sont probablement mortes dans l'armée du travail». Sous Staline, les Allemands soviétiques continuèrent à être confinés aux établissements spéciaux sous une stricte surveillance. En 1955, ils furent réhabilités, mais ne furent pas autorisés à retourner dans la partie européenne de l'URSS jusqu'en 1972. La population allemande soviétique augmenta malgré les déportations et le travail forcé pendant la guerre ; au recensement soviétique de 1939, la population allemande s’élevait à 1 427 000 personnes et en 1959, elle était passée à 1,619 million.

## Commission Schieder
Le gouvernement ouest-allemand parraina la commission Schieder durant les années 1950. Elle documenta le transfert de la population d'Allemands de l'Est, d'Europe centrale après la Seconde Guerre mondiale. Le chef de la commission était le Dr Theodor Schieder, un ancien membre du parti nazi réhabilité. En 1952, Schieder fut choisi par le gouvernement ouest-allemand pour diriger la commission qui enquêterait sur le sort des Allemands d'Europe de l'Est.
De 1953 à 1961, la commission Schieder fit des estimations du nombre de civils allemands morts dans les expulsions et des déportés en URSS pour le travail forcé. Ces chiffres sont encore cités aujourd’hui dans les estimations du nombre d’expulsions et de déportations.
Ce qui suit est un résumé des chiffres publiés par la commission Schieder de 1953 à 1961, pour le travail forcé seulement. Les chiffres sont des estimations  et ne sont pas basés sur un recensement réel des morts.
Anciens territoires de l'Est de l'Allemagne : 218 000 civils allemands furent déportés en URSS et au moins 100 000 à 125 000 moururent.
Roumanie : 75 000 civils allemands furent déportés en URSS et 15 % (10 000) ne revint pas.
Hongrie : 30 000 à 35 000 civils allemands furent déportés en URSS et le nombre total de morts s’éleva à 6 000.
Yougoslavie : 27 000 à 35 000 civils allemands furent déportés en URSS et 4 500 à 5 000 moururent.

## Estimations Croix-Rouge allemande
Le service de recherche d’Allemagne de l'Ouest de concert avec la Croix-Rouge allemande tenta de localiser les civils allemands déportés en URSS et d’estimer le nombre d’entre eux qui étaient décédés. Les résultats de ces efforts ouest-allemands pour suivre le sort des déportés furent détaillés dans une étude réalisée par Kurt Böhme publiée en 1965 Gesucht wird, Sought After. Le nombre de déportés fut obtenu en estimant le nombre de personnes envoyées en URSS, et n'était pas fondé sur un dénombrement proprement dit. Le travail du service de recherche allemand pour tracer les sorts de civils en Europe de l'Est ne fut qu’un succès partiel. Les chiffres pour les déportés et les morts étaient des estimations approximatives et ne reposaient pas toujours sur des rapports confirmés. Le 30 septembre 1964, le service de recherche compila des informations sur 504 153 civils allemands internés en URSS (217 827 étaient encore en vie en 1964, 154 449 étaient rentrés chez eux, 85 145 étaient portés disparus et 46 732 étaient morts comme travailleurs forcés).
Les chiffres de la Croix-Rouge allemande sont cités dans certains comptes rendus en anglais sur les civils allemands déportés en URSS.
| Description                                         | Nombre de déportés | Taux de mortalité | Morts & portés disparus |
| --------------------------------------------------- | ------------------ | ----------------- | ----------------------- |
| A. « Déportés de réparations »                      | 375 000            | 45 %              | 169 000                 |
| B. Travailleurs forcés dans l'oblast de Kaliningrad | 110 000            | 45 %              | 50 000                  |
| C. « Rapatriés de force » et « Réimplantés »        | 300 000            | 37 %              | 111 000                 |
| D. Civils détenus comme prisonniers de guerre       | 45 000             | 22,2 %            | 10 000                  |
| E. « Service forcé »                                | 26 000             | 0,4 %             | 100                     |
| F. Résidents de Klaipėda (Memel)                    | 10 500             | 9,5 %             | 1 000                   |
| G. « Prisonniers de guerre condamnés »              | 7 500              | 9 %               | 700                     |
| Total                                               | 874 000            | 39 %              | 341 800                 |

Source des chiffres : Kurt W. Böhme - Gesucht wird - Die dramtische Geschichte des Suchdienstes Süddeutscher Verlag, Munich, 1965 Page 275
Notes
Les catégories de déportés suivantes des chiffres de la Croix-Rouge sont également énumérées dans les statistiques des archives russes.
A. Déportés au titre des réparations (Reperationsverschlepte), civils d’origine allemande enrôlés pour le travail en Union soviétique en compensation des dommages causés par l'Allemagne pendant la guerre. Origine : Anciens territoires de l'Est de l'Allemagne et Pologne : 233 000, Roumanie : 80 000, Hongrie : 35 000 et Yougoslavie : 27 000. La plupart des survivants furent libérés en 1950.
E. "Le service forcé" (Zwangsverpflichte) - Dans la dernière partie de l’année 1946, 6 000 travailleurs qualifiés issus principalement de la zone d'occupation soviétique, accompagnés par 20 000 membres de leur famille furent enrôlés pour le travail en URSS via un contrat de cinq ans. Ils furent détenus dans des conditions clémentes, ils commencèrent à être relâchés en 1950, le dernier rentra chez lui en 1958.
Les catégories de déportés suivantes des chiffres de la Croix-Rouge ne sont pas énumérées dans les statistiques des archives russes.
B. Travail forcé dans l’oblast de Kaliningrad : civils allemands internés dans l'ancienne Prusse-Orientale, la plupart des survivants furent libérés, en 1948.
C. "Rapatriés de force" et "Réimplantés" (Zwangrepatierte/Vertragsumsiedler) personne d’origine allemande vivant en URSS qui avaient été déplacée par l'Allemagne en Pologne pendant la guerre. Ils furent renvoyés en URSS.
D. Civils détenus comme prisonniers de guerre. Les Soviétiques classèrent ces personnes comme des prisonniers de guerre et elles furent détenues dans les camps de prisonniers de guerre. Ils étaient des Allemands issus des anciens territoires de l'Est de l'Allemagne et de la Pologne.
F. Résidents de Klaipėda (Memel) – personnes d’origine allemande qui restèrent à Klaipėda après la guerre. Elles furent déportées en URSS.
G. "Prisonniers de guerre condamnés". Prisonniers condamnés pour des crimes de guerre et détenus dans les prisons soviétiques (Strafgefengene). Ils furent libérés en 1955.

## Rapport des Archives fédérales allemandes
En 1969, le gouvernement fédéral ouest-allemand ordonna qu’une étude des pertes à la suite des expulsions soit menée par les Archives fédérales allemandes. Elle se termina en 1974. L'étude estimait qu’au total 600 000 décès avaient été causés par ce qu'elle qualifiait de «crimes et inhumanités » aux yeux de droit ouest-allemand, dont 200 000 victimes du travail forcé en URSS. Leur définition des crimes incluait les décès confirmés causés par l'activité militaire dans la campagne 1944-1945, ainsi que des homicides délibérés et décès probablement dus aux travaux forcés. Ils soutinrent que le rapport était seulement destiné à fournir de la documentation historique non pas une base pour des poursuites pénales futures. Cependant, en Pologne et en Tchécoslovaquie, pendant la guerre froide, ces accusations furent considérées comme une tentative de se venger et de revenir aux frontières d'avant-guerre. Les auteurs soutirent que leurs chiffres ne concernaient que les décès causés par des actes violents et inhumains (Unmenschlichkeiten) et n’incluaient pas les décès postérieurs à la fin de la guerre dus à la malnutrition et aux maladies. N’était pas inclus sont les personnes qui avaient été violées ou avaient subi de mauvais traitements et qui n’était pas mortes immédiatement. Aucun chiffre ne fut donné pour la Roumanie et la Hongrie.
Ce qui suit est un résumé des décès estimés dans le rapport fédéral allemand Archive. Les chiffres sont des estimations approximatives et ne reposent pas sur une énumération effective des personnes déportées et de ceux qui sont morts.
| Description                                 | Nombre de morts | Région de l'Oder-Neisse, Pologne | Tchécoslovaquie | Yougoslavie |
| ------------------------------------------- | --------------- | -------------------------------- | --------------- | ----------- |
| Travailleurs forcés - Déportés en URSS      | 205 000         | 200 000                          | -               | 5 000       |
| Travailleurs forcés – Prusse-Orientale      | 40 000          | 40 000                           | -               | -           |
| Dans les camps d'internement après-guerre   | 227 000         | 60 000                           | 100 000         | 67 000      |
| Mort violente au cours de la guerre en 1945 | 138 000         | 100 000                          | 30 000          | 8 000       |
| Total                                       | 610 000         | 400 000                          | 130 000         | 80 000      |

Source : Archives fédérales allemandes, Spieler, Silke Vertreibung und Vertreibungsverbrechen 1945-1948. Bericht des Bundesarchivs vom 28 mai 1974. Archivalien und ausgewählte Erlebnisberichte. Bonn 1989 Pages 53–54
Les catégories de déportés suivantes du rapport des Archives fédérales sont également mentionnées dans les statistiques des archives russes.
A. Déportés des anciens territoires de l'Est de l'Allemagne et de la Pologne pour le travail forcé en URSS - Plus de 400 000 civils déportés en URSS dont selon les estimations environ 200 000 seraient morts. L'auteur de l'étude se base sur le rapport de la Croix-Rouge allemande, qui est détaillé plus haut.
B. Déportés de Yougoslavie pour le travail forcé en URSS : 27 000 à 30 000 civils déportés en URSS dont environ 5 000 sont morts.
C. L'étude des archives fédérales allemandes ne fournit pas de chiffres pour la Roumanie et la Hongrie.
Les civils morts indiqués ci-dessous dans le rapport des Archives fédérales ne sont pas énumérés dans les statistiques d'archives russes.
D. Camps de travail dans le nord de la Prusse orientale (oblast de Kaliningrad) - 110 000 détenus par l'URSS dans le nord de la Prusse orientale. Au total, il est estimé que 40 000 personnes ont péri.
E. Détenus dans les camps d’internement polonais après-guerre. Les Archives fédérales allemandes évaluent le nombre de décès à 60 000 sur les 200 000 Allemands dans ces camps. Le rapport mentionne que les citoyens d’origine allemande de la Pologne d'avant-guerre furent considérés comme des « traîtres de la nation » et condamnés aux travaux forcés.
F. 67 000 morts dans les camps d'internement yougoslaves.
G. 100 000 morts dans les camps d'internement tchécoslovaques.
H. Le rapport estimait également à 138 000 civils décédés pendant la campagne militaire en 1944-1945 (100 000 en Pologne, 30 000 en Tchécoslovaquie et 8 000 en Yougoslavie).

## Étude par Gerhard Reichling
Une étude sur les travailleurs forcés allemands et les expulsions par le chercheur ouest-allemand Gerhard Reichling fut publié par la Fondation culturelle des expulsés allemands (de) en 1986. Les chiffres de Reichling pour le travail forcé allemand étaient basés sur ses propres calculs. Les chiffres sont des estimations approximatives et ne sont pas basés sur un recensement réel des morts. Le Dr Kurt Horstmann de l'Office fédéral de la statistique d'Allemagne écrivit la préface de l'étude, approuvant le travail de Reichling. Reichling était un employé de l'Office fédéral de la statistique qui fut impliqué dans l'étude des statistiques d'expulsion des Allemands depuis 1953.
| Description                                           | Déportés  | Morts   |
| ----------------------------------------------------- | --------- | ------- |
| Anciens territoires de l'Est de l'Allemagne & Pologne | 522 000   | 205 000 |
| Tchécoslovaquie                                       | 30 000    | 3 000   |
| Pays baltes                                           | 19 000    | 3 000   |
| Hongrie                                               | 30 000    | 10 000  |
| Roumanie                                              | 89 000    | 33 000  |
| Yougoslavie                                           | 40 000    | 10 000  |
| URSS                                                  | 980 000   | 310 000 |
| Total                                                 | 1 710 000 | 580 000 |

Source des chiffres ci-dessus : Dr Gerhard Reichling, Die deutschen Vertriebenen in Zahlen, Teil 1, Bonn 1986 (édition révisée 1995), page 33
La catégorie de déportés suivante est également mentionnée dans les statistiques d'archives russes.
A. Déporté d'Europe de l'Est en URSS de 1945 à 1950 au titre des réparations
Total des déportés : 600 000. (Anciens territoires de l'Est de l'Allemagne 410 000, Tchécoslovaquie 30 000, États baltes 10 000, Hongrie 30 000, Roumanie 80 000, Yougoslavie 40 000).
Total des morts : 224 000 (anciens territoires de l'Est de l'Allemagne 165 000, Tchécoslovaquie 3 000, États baltes 6 000, Hongrie 10 000, Roumanie 30 000, Yougoslavie 10 000).
Les catégories de déportés suivantes du rapport de Reichling ne sont pas énumérées dans les statistiques d'archives russes.
B. "Rapatriement forcé" et "Réimplantés " - Allemands soviétiques qui retournèrent en URSS après la Seconde Guerre mondiale.
Total des expulsés : 310 000 (URSS 280 000, États baltes 9 000, Pologne 12 000, Roumanie 9 000).
Total des morts : 110 000 (URSS 100 000, États baltes 3 000, Pologne 4 000, Roumanie 3 000).
C. Soviétiques allemands déportés en URSS en 1941 et 1942. Total : 700 000 déportés dont 210 000 morts.
D. Travailleurs forcés allemands en Pologne d'après-guerre de 1945 à 1950 – total : 100 000 dont 36 000 morts.

## Experts techniques
L'Union soviétique exploita l’expertise technique des spécialistes allemands qui résidaient dans la zone d'occupation soviétique en Allemagne ainsi que celles des prisonniers de guerre détenus en URSS. En octobre 1946, le NKVD soviétique expulsa de force d'Allemagne de l'Est « quelques centaines » d’experts allemands sélectionnés pour travailler en URSS. Ils furent détenus dans des conditions clémentes et la plupart furent libérés en 1948. Ils travaillèrent dans l'industrie aéronautique et au développement de sous-marins. Quelques-uns restèrent en URSS jusqu'au début des années 1950, parmi eux des scientifiques allemands qui travaillèrent en Union soviétique au développement de missiles balistiques, Helmut Gröttrup faisait partie de ce groupe. Ils ne furent pas directement impliqués dans le programme de missiles, mais étaient seulement consultés par les ingénieurs soviétiques.

## Prisonniers de guerre

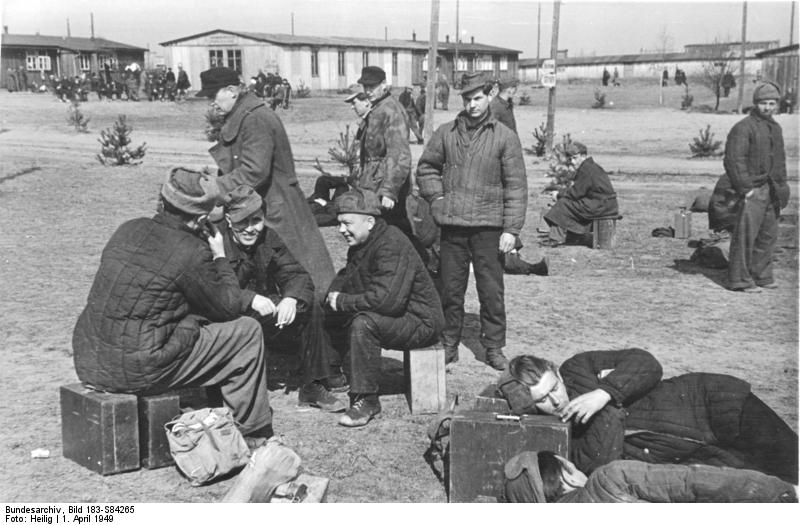
Des prisonniers de guerre allemands de retour portant encore les ouchankas et les telogreikas des camps. 1949.

Le travail forcé était également inclus dans le projet de plan Morgenthau de septembre 1944, et fut inclus dans le protocole final de la conférence de Yalta, l'Union soviétique et les alliés occidentaux employèrent des prisonniers de guerre allemands comme travailleurs forcés jusqu'en 1949.
Des prisonniers de guerre allemands furent contraints au travail forcé pendant et après la Seconde Guerre mondiale par l'Union soviétique. Les sources russes recensent 2 571 600 militaires allemands fait prisonniers et la mort de 450 600 de ces prisonniers de guerre, dont 356 700 dans les camps du NKVD et 93 900 en transit,. Ces chiffres sont contestés par des sources occidentales qui donnent un plus grand nombre de prisonniers de guerre capturés et estiment que les pertes peuvent avoir été plus élevées que ceux rapportés par l'URSS. Richard Overy estime le nombre total de prisonniers de guerre allemands capturés par l'URSS à 3,3 millions. Le projet de recherche par Rudiger Overmans pourrait confirmer que 363 000 prisonniers de guerre allemands sont morts dans des camps de détention soviétique. En outre, Overmans estime qu’il semble tout à fait plausible, bien que non prouvable, que 700 000 militaires allemands portés disparus soient effectivement morts dans les camps de détention soviétique. Overmans estime le nombre de prisonniers de guerre allemands morts à environ 1,1 million d'hommes (dont 1,0 million en URSS), il soutient que, parmi ceux signalés comme disparus figurent  des prisonniers de guerre morts.